# Granica (film 2002)
Granica (ang. Borderline) – dramat produkcji amerykańskiej z 2002 roku, wyreżyserowany przez Evelyna Purcella.

## Fabuła
Psychiatra Lila Coletti rozwodzi się z mężem. Sąd opiekę nad dwiema córkami przyznaje ojcu. Pewnego dnia jeden z pacjentów Lily, po odrzuceniu przez nią propozycji wspólnego związku, postanawia zabić jej eksmęża oraz jego przyjaciółkę i zeznać policji, że działał w porozumieniu z dr Coletti.

## Obsada
- Fiona Ramsey – Eileen Simons
- Nick Boraine – Paul Coletti
- Eddie Driscoll – Frank Hagen
- Danny Keogh – Harry Walker
- Terry Norton – Judy Donnino
- Jennifer Steyn – Peggy Butler
- Daniella Napoli – Rebecca Coletti
- Natasha Napoli – Susan Coletti
- Samantha Weaver – Christa
- Michael Biehn – Macy Kobacek
- Gina Gershon – Dr. Lila Coletti
- Sean Patrick Flanery – Ed Baikman
- Christopher Johnston – Andy Reed
- Debbie Brown – Carla Baikman
- Carolyn Balogh – Jenny Kemp